# Lindy Boustedt
Pour les articles homonymes, voir Boustedt.
Lindy Boustedt est une réalisatrice, productrice, scénariste, monteuse et actrice américaine active depuis les années 2000.

## Biographie
Lindy Boustedt et son mari Kris travaille généralement ensemble.

## Filmographie

### Comme réalisatrice
- 2010 : Perfect 10
- 2012 : The Summer Home (court métrage)
- 2012 : Senior Showcase (court métrage)
- 2012 : This Is Ours
- 2013 : Practical Things (court métrage)
- 2014 : Ten Years Later (court métrage)
- 2014 : Together Forever (court métrage)
- 2015 : Alone (court métrage)
- 2016 : A Happy Ending (court métrage documentaire)
- 2016 : Brides to Be

### Comme productrice
- 2007 : Collect All Four (court métrage)
- 2010 : Perfect 10
- 2011 : Photo Booth (court métrage)
- 2012 : The Summer Home (court métrage)
- 2012 : Senior Showcase (court métrage)
- 2012 : This Is Ours
- 2013 : Practical Things (court métrage)
- 2014 : The Smiths (court métrage)
- 2014 : The Beast Inside (court métrage)
- 2014 : Super Dads (court métrage)
- 2014 : Home for Sale (court métrage)
- 2014 : Ten Years Later (court métrage)
- 2014 : Together Forever (court métrage)
- 2015 : Alone (court métrage)
- 2015 : Music of the Spheres (série télévisée) (série télévisée)
- 2016 : A Happy Ending (court métrage documentaire)
- 2016 : Brides to Be
- 2016 : Strowlers (série télévisée)

### Comme scénariste
- 2007 : Collect All Four (court métrage)
- 2010 : Perfect 10
- 2012 : The Summer Home (court métrage)
- 2012 : Senior Showcase (court métrage)
- 2012 : This Is Ours
- 2013 : Practical Things (court métrage)
- 2014 : The Smiths (court métrage)
- 2014 : Ten Years Later (court métrage)
- 2014 : Together Forever (court métrage)
- 2015 : Alone (court métrage)
- 2016 : Brides to Be
- 2016 : Strowlers (série télévisée)

### Comme monteuse
- 2011 : Tilting at Windmills (court métrage)
- 2012 : Revelation (court métrage)
- 2016 : A Happy Ending (court métrage documentaire)

### Comme actrice
- 2007 : Collect All Four (court métrage) : Evelyn